# Goudsmidspleintje
Het Goudsmitspleintje is een klein plein in de Noord-Hollandse stad Haarlem. Het plein is gelegen binnen het stadsdeel Haarlem-Centrum, in de wijk Oude Stad en in de buurt de Bakenes. Het plein ligt net ten noorden van het Begijnhof en net ten westen van de Bakenessergracht.

## Naamgeving
Het plein is vernoemd naar de uit 1614 daterende goudsmidskamer die zich aan dit plein bevond. Deze kamer was het gildehuis van de goud- en zilversmidsgilde. De hoofdingang van dit huis bevindt zich aan het Donkere Begijnhof 8. In de gevel van dit pand aan het plein bevindt zich een gevelsteen met gouden beker en deksel waaronder een inscriptie met: 'Dit is de goutsmitscamer'. Het gildehuis werd ten tijde van de Bataafse Republiek (1795-1806) afgeschaft en teruggebracht tot de functie als woonhuis.
Op een kaart uit 1822 wordt dit plein slechts aangeduid met de naam Pleintje. Er wordt vermoed dat het oorspronkelijke onderdeel was van het Grote Begijnhof, en bekend stond als Walenplaats.

## Synagoge
In 1765 werd de eerste synagoge in Haarlem aan dit plein in een woonhuis op nummer 6 in gebruik genomen. In 1841 werd de Synagoge in de Lange Begijnestraat in gebruik genomen. Het pand bleef tot 1888 in eigendom van de Joodse gemeente.